# Netzneutralität
Netzneutralität bezeichnet die Gleichbehandlung von Daten bei der Übertragung im Internet und den diskriminierungsfreien Netzzugang. Netzneutrale Internetdienstanbieter behandeln alle Datenpakete bei der Übertragung gleich, unabhängig von Sender und Empfänger, dem Inhalt der Pakete und der jeweiligen Anwendungssoftware. Geprägt hat den Begriff der amerikanische Jurist und Programmierer Tim Wu durch jahrelange politische Aktivität seit 2002. Tim Wu arbeitete damals in einer Softwarefirma im Silicon Valley, die ein Programm entwickelte, das bestimmte Webseiten blockieren oder den Zugang verlangsamen kann. Als er erfuhr, dass diese Software nicht nur US-Internet-Providern, sondern auch der chinesischen Regierung angeboten wurde, stieg Wu aus.

## Begriffsklärung
Netzneutralität bedeutet grundsätzlich die gleichberechtigte (neutrale) Übertragung von Daten im Internet. Diese Neutralität kann jedoch auf unterschiedlichen Ebenen realisiert werden.
Eine völlige Neutralität würde bedeuten, dass alle Daten in jeder Hinsicht gleich behandelt werden. In solch einem „egalitären Netz“ werden keine Dienste unterschieden oder sonstige Kriterien berücksichtigt, wie Plattform, Sender oder Empfänger o. ä.
Eine weitere, weniger strenge Auslegung des Begriffs der Netzneutralität setzt nur voraus, dass gleiche Dienste gleich behandelt werden. Sie würde zulassen, dass der Datenverkehr in verschiedene Kategorien unterteilt wird (z. B. Telefonate, Webseiten oder Dateiübertragung). Unterschiedliche Dienste stellen auch unterschiedliche Anforderungen an die Übertragungsgüte (Quality of Service): Telefonate beispielsweise benötigen nur eine geringe Datenrate, die Paketlaufzeit sollte aber möglichst kurz sein. Datei- oder Videoübertragungen benötigen dagegen eine hohe Datenrate, die Verzögerung kann jedoch hoch sein. Zwischen diesen Kategorien könnte dann eine Priorisierung bei der Übertragung stattfinden, zum Beispiel indem interaktive Dienste, die eine niedrige Verzögerung benötigen, bevorzugt übertragen werden. Innerhalb einer Kategorie müssten aber wiederum alle Daten gleich behandelt werden. Tarife mit einer Begrenzung des Datenvolumens können mit der Netzneutralität vereinbar sein, wenn die Begrenzung für alle Dienste gleichermaßen gilt.

## Positionen
Es gibt zwei grundsätzliche Möglichkeiten, wie Internetdienstanbieter den Transport von großen und immer weiter wachsenden Datenmengen im Internet bewältigen können: Entweder erhöhen sie permanent die Kapazität ihrer Netze und transportieren alle Daten gleichberechtigt, d. h. mit gleicher Qualität (Best-Effort-Prinzip) – dann bleiben diese Netze „neutral“. Oder sie transportieren verschiedene Daten unterschiedlich schnell und in unterschiedlicher Qualität. Maßstab für diese Qualität sind hauptsächlich Datenrate (im Alltagsgebrauch oft als Bandbreite bezeichnet), Verzögerung (englisch delay), Jitter und Paketverlust.
Viele Betreiber von Telekommunikationsnetzen lehnen Netzneutralität ab und wollen auf ihren Netzen Daten mit unterschiedlichen Qualitätsgarantien übertragen. Sie machen geltend, dass diese Form der Netzwerkverwaltung eine effizientere Möglichkeit sei, um Datenstaus zu verhindern und im Falle eines solchen sicherzustellen, dass wichtige Daten weiterhin mit einer garantierten Übertragungsqualität übertragen werden. Durch das weiter steigende Datenaufkommen werden große Investitionen in den Netzausbau nötig, weshalb auch neue Preismodelle für Kunden oder aber Gebühren von Anbietern erwogen werden müssen, um diese zu finanzieren.

„(…) Zumindest deuten die bisherigen Forschungsergebnisse darauf hin, dass Netzneutralität tendenziell zu einer Verlangsamung der Investitionen in schnelle Internetzugänge führt.“

Kritiker befürchten, dass Unternehmen eine Monopolstellung einnehmen oder ausbauen könnten, indem sie die Internetdienstanbieter für die Priorisierung ihrer Inhalte bei der Übertragung bezahlen. Das könnte bedeuten, dass Videoclips einer bestimmten Plattform mit einer höheren Geschwindigkeit übertragen werden als die von Mitbewerbern. Bei Kapazitätsengpässen könnten die Nutzer dieser Plattform dann nach wie vor den Dienst nutzen, wohingegen Nutzer anderer Dienste diese zeitweise nur noch schlecht oder gar nicht mehr erreichen könnten. Unter den Kritikern sind sowohl Anbieter von über das Internet angebotenen Inhalten, Diensten und Anwendungen als auch Konsumentenorganisationen und Künstler. Sie argumentieren, dass die Chance auf Innovationen bei über das Internet angebotenen Inhalten, Diensten und Anwendungen bisher deshalb so groß gewesen sei, weil alle an das Internet angeschlossenen Kunden solche Innovationen entwickeln konnten. Es reichte aus, diese Innovation auf einem über das Internet erreichbaren Computer anzubieten (Server). Den übrigen an das Internet angeschlossenen Personen blieb es überlassen, aus dem Angebot an Innovationen das Gewünschte auszuwählen (innovation without permission). Die Anbieter fürchten, dass nicht genau die von den Kunden gewünschten Innovationen Erfolg haben werden, wenn die Betreiber von Telekommunikationsnetzen darüber entscheiden können, welche Angebote die ans Internet angeschlossenen Kunden in guter Qualität erreichen. Darüber hinaus weisen sie darauf hin, dass die Betreiber versucht sein könnten, fremde Inhalte, Dienste und Anwendungen absichtlich schlecht zu übertragen, damit Kunden stattdessen die Inhalte, Dienste und Anwendungen ihres eigenen Betreibers benutzen.
Der Internetpionier Tim Berners-Lee betont die Wichtigkeit der Neutralität als technischen Ausdruck sowie der freien Rede im Internet und die Unabhängigkeit von den Zensurversuchen der Regierungen.

## Angebote ohne vollkommene Netzneutralität
- Netzbetreiber könnten von Serviceanbietern für den Zugang zu ihrer Kundschaft Geld verlangen. Dabei bestünde technisch die Möglichkeit, den Zugang exklusiv, also nur noch einem Serviceanbieter zu gewähren. Der Netzbetreiber könnte die Zugangsrechte dabei an den meistbietenden Serviceanbieter versteigern.[12]

### Blockieren bestimmter Dienste und Diensteklassen
- Neue Technologien ermöglichen es den Netzbetreibern, Produkten, mit denen sie selbst auf dem Servicemarkt präsent sind, Marktvorteile zu verschaffen. Ein Netzwerkbetreiber, der beispielsweise einen Internettelefonie-Dienst betreiben will, könnte versucht sein, andere Anbieter von Internettelefonie von seiner Kundschaft fernzuhalten oder hinsichtlich Übertragungsqualität zu diskriminieren. T-Mobile verhindert zum Beispiel die Nutzung von Skype auf dem iPhone und begründet dies unter anderem mit einer eventuell hohen Netzauslastung.[13] Netzbetreiber könnten auch Volumengrenzen in ihren Endkundentarife einführen, bei deren Erreichen die Anschlussgeschwindigkeit reduziert wird. In diesem Fall könnten eigene oder privilegierte Dienste von der Drosselung und von der Volumenzählung ausgenommen werden.
- Auch um ältere eigene Produkte zu schützen, werden oft neue beschränkt. So führen oder führten fast alle deutschen Mobilfunkbetreiber Verträge, in denen VoIP und/oder Instant Messaging untersagt ist, da diese in direkter Konkurrenz zu Telefonie und SMS stehen.[14][15] T-Mobile blockiert VoIP- und Videokonferenzdienste, wenn der Kunde keinen Vertrag mit einer entsprechenden Option abgeschlossen hat.
- In Frankreich wird von Bouygues („Internet Illimité“) die Nutzung von bestimmten Diensten (z. B. Virtuelle Privatnetze (VPN), IMAP-E-Maildienste sowie sämtliche Datagramm-Dienste (UDP)) gesperrt und auf „unerlaubte professionelle Nutzung“ verwiesen. Gleichermaßen werden Verbindungen, die über 10 MB Datenvolumen übertragen, automatisch getrennt.[16]
- Einige Internetprovider gehen dazu über, Filesharing in ihren Netzen zu drosseln oder ganz zu unterbinden. Im einfachsten Fall wird die Kommunikation über einen bestimmten Port eingeschränkt oder gesperrt, fortgeschrittenere Techniken untersuchen den übertragenen Datenstrom und unterbrechen die Verbindung selektiv. Auf diese Weise wird versucht, die per Filesharing üblicherweise großen übertragenen Datenmengen zu reduzieren und so die Kosten zu senken.[17] Beispielsweise beschränkt Kabel Deutschland die Verwendung von Filesharing. Dieses wird auch bei Kunden so gehalten, die dies nicht mit ihrer Allgemeine Geschäftsbedingungen unterschrieben haben.[18]
- Der Kabelnetzbetreiber Unitymedia bot vom  1. Juli 2013 bis 31. Juli 2016 in den Tarifen für Privatkunden nur Zwangsrouter an. Der Betrieb eigener Hardware am Anschluss wurde dadurch unterbunden.[19] So wurde in dem Kabelroutermodem bei Unitymedia als auch Kabel BW die grundsätzlich bestehende Möglichkeit zum Umschalten auf den reinen Bridge-Modus deaktiviert.[20][21] Im Zusammenhang mit der Implementierung des IPv6 Dual-Stack Lite ist die Nutzung von virtuellen privaten Netzwerken (VPN) nur eingeschränkt bis gar nicht möglich.[22]
- Die Vergabe von getrennten IP-Adressgruppen nach Ländern (Geoblocking) ermöglicht es Anbietern von Inhalten, einzelne Länder als gesamtes von eigenen Angeboten auszuschließen.[23]
- Deutsche UMTS-Internetdienstanbieter greifen mit Proxys und Deep Packet Inspection in die Anwendungsschicht des Datenverkehrs ihrer Kunden ein.[24]

### Zero-Rating
Zero-Rating heißt die Praxis eines Providers, der im Rahmen eines Tarifs den Datenverkehr bestimmter Dienste wie etwa Spotify nicht auf das inkludierte Datenvolumen anrechnet. Meist sind dies Dienste, die der Provider selbst betreibt, oder Angebote eines Vertragspartners des Providers. Die Bundesnetzagentur kommentierte Mitte 2013 in einem Bericht, dass aus ihrer Sicht in solchen Fällen eine Verletzung der Netzneutralität vorliegt, wenn Traffic normaler Anbieter bei Überschreiten des Datenvolumens diskriminiert wird. Diese Ansicht vertreten auch der norwegische Regulierer NPT ebenso wie der österreichische Regulierer RTR. Einer Studie der finnischen Wirtschaftsberatungsfirma Rewheel zufolge gab es im Oktober 2014 in der EU 75 Zero-Rating-Angebote, die die Netzneutralität verletzten. Eine ähnliche Studie der österreichischen Grundrechtsorganisation epicenter.works kam für das Jahr 2018 auf 144 Zero-Rating-Angebote innerhalb der EU und des EWR.

## Politische Diskussion
Mit Gesetzesentwürfen soll die Netzneutralität verankert werden. Bislang wurden in den USA alle Gesetzesentwürfe wie beispielsweise der Global Online Freedom Act abgelehnt, die die netzneutrale Datenübermittlung verankern sollten.
Die EU-Kommission geht davon aus, dass ausreichender Wettbewerb zwischen den Netzwerkbetreibern die Netzneutralität weitgehend gewährleistet. Sie will den Wettbewerb stärken, indem die Netzwerkbetreiber verpflichtet werden, ihre Kunden über die Qualität des angebotenen Internetzugangs zu informieren. Bei Änderungen dieser Qualitätsinformationen können die Kunden ihren Vertrag beenden. Falls erforderlich, können nationale Regulierungsbehörden eine Mindestqualität für den Internetzugang vorschreiben. Sollte dies nicht ausreichen, können die nationalen Regulierer die Netzbetreiber gestützt auf die im November 2009 novellierte Rahmenrichtlinie zur Netzneutralität verpflichten.
Am 10. November 2014 sprach sich der US-amerikanische Präsident Barack Obama öffentlich für die Netzneutralität aus. Am 4. Dezember 2014 wandte sich die deutsche Bundeskanzlerin Angela Merkel öffentlich gegen die Netzneutralität und forderte eine Privilegierung für bestimmte Dienste, wie fahrerlose Autos oder die Telemedizin.
[veraltet]

### Chile
Chile war weltweit das erste Land, welches per Gesetz (ley N°20453) die Netzneutralität garantierte.
Zum 1. Juni 2014 hat die chilenische Telekommunikationsbehörde Zero-Rating-Dienste, d. h. Angebote, bei denen der Anbieter der Inhalte für die Datenübertragung seiner Dienste zahlt und somit für den Kunden kostenlos sind, verboten. Anbieter von Zero-Rating-Diensten sind bspw. Google, Facebook oder Wikipedia. Einerseits wird diese Entscheidung kritisiert, da Free-Rating-Optionen von Google oder Facebook als Möglichkeit dienen können, auch ärmeren Bevölkerungsschichten und alten, weniger Internet-affinen Bürgern die Chance zu geben, das Internet zu entdecken, ohne dafür zahlen zu müssen. Andererseits besteht die Gefahr, dass die führende Stellung dominanter Anbieter durch solche Angebote weiter zementiert wird.

### Europäische Union
Die EU-Kommission hat am 11. September 2013 einen Vorschlag für eine EU-Verordnung zum Telekommunikationsbinnenmarkt vorgelegt, die auch Regelungen zur Netzneutralität enthält. Verschiedene Seiten haben den Vorschlag der Kommission kritisiert. So kommt der deutsche Bundesrat in einem Beschluss vom 29. November 2013 zu dem Urteil, „dass der vorliegende Verordnungsvorschlag nicht geeignet ist, um eine gleichberechtigte und uneingeschränkte Teilhabe der Bürgerinnen und Bürger am offenen Internet als einem zentralen Medium unserer Informationsgesellschaft zu gewährleisten“. Der Bundesrat urteilt in dem Beschluss, mit den von der EU-Kommission vorgeschlagenen Regelungen gehe „offensichtlich eine Abkehr vom offenen Internet“ einher und äußert „Bedenken gegen die grundlegende Unterscheidung zwischen Internetzugangsdiensten und Spezialdiensten“.
Das EU-Parlament hat den Vorschlag der Kommission am 3. April 2014 mit erheblichen Änderungen gebilligt. Die Änderungen betreffen unter anderem die Abgrenzung von Internetzugangs- und Spezialdiensten. Der vom EU-Parlament verabschiedete Text unterscheidet sich zum Beispiel in diesen Punkten vom Vorschlag der Kommission:
- Er definiert Netzneutralität klar als „Grundsatz, nach dem der gesamte Internetverkehr ohne Diskriminierung, Einschränkung oder Beeinträchtigung und unabhängig von Absender, Empfänger, Art, Inhalt, Gerät, Dienst oder Anwendung gleich behandelt wird;“ (Artikel 2, Nummer 12 a)
- Er definiert klar, dass ein „Internetzugangsdienst“ netzneutral angeboten wird. Der Text bestimmt den Internetzugangsdienst als „öffentlich zugänglicher elektronischer Kommunikationsdienst, der unabhängig von der verwendeten Netztechnologie und dem verwendeten Endgerät im Einklang mit dem Grundsatz der Netzneutralität eine Anbindung an das Internet und somit Verbindungen zwischen nahezu allen Abschlusspunkten des Internets bietet;“ (Artikel 2, Absatz 2, Nummern 14).
- Der Text des EP stellt klare Bedingungen an Ausnahmen von der Netzneutralität, die sogenannten Spezialdienste. Ein solcher Spezialdienst ist zulässig, wenn er „für spezielle Inhalte, Anwendungen oder andere Dienste oder eine Kombination dieser Angebote optimiert ist, über logisch getrennte Kapazitäten und mit strenger Zugangskontrolle erbracht wird, Funktionen anbietet, die durchgehend verbesserte Qualitätsmerkmale erfordern, und als Substitut für Internetzugangsdienste weder vermarktet wird noch genutzt werden kann“ (Artikel 2, Absatz 2, Nummern 15).

Die Verordnung beschäftigt den EU-Ministerrat für Verkehr, Telekommunikation und Energie. Für die Annahme der Verordnung ist nach dem Ordentlichen Gesetzgebungsverfahren eine Zustimmung des Rates, des Europäischen Parlaments und der Kommission nötig. Am 4. März 2015 haben die Mitgliedstaaten dem lettischen Vorsitz des Rates das Mandat erteilt, um mit dem Europäischen Parlament über Vorschriften zur Gewährleistung des Zugangs zu einem offenen Internet zu verhandeln. An solchen Verhandlungen im Rahmen des sogenannten informellen Trilogs ist auch die Kommission beteiligt. Die schlug in den Trilog-Verhandlungen Medienberichten zufolge einen Kompromiss ohne Definition von Netzneutralität vor. Der informelle Trilog führte am 30. Juni 2015 zu einem Kompromisstext, der danach im formellen Verfahren von Rat und Parlament angenommen wurde. Am 27. Oktober 2015 wurde die Verordnung im Europäischen Parlament verabschiedet.
Da der verabschiedete Kompromissvorschlag viele Fragen offen ließ, unter anderem die Definition der so genannten „Spezialdienste“, bekam die Dachorganisation der europäischen Regulierungsbehörden BEREC den Auftrag, bis zum 30. August 2016 Guidelines für die Anwendung der Verordnung zu erstellen. Dies sollte in 3 Schritten erfolgen:
- Bis zum 5. Juni 2016 sollte ein erster Vorschlag von BEREC vorliegen.[54]
- Bis zum 18. Juli 2016 sollte ein öffentliches Konsultationsverfahren zu diesen stattfinden.
- Bis zum 30. August 2016 sollten der 1. Vorschlag anhand der Ergebnisse der Konsultation überarbeitet werden.

Schon am 3. Juni wurde von Netzpolitik.org der 1. Vorschlag geleakt. Im Zuge dessen wurde auch erste Kritik an den Guidelines laut, unter anderem seien die Definitionen laut Netzpolitik.org weiterhin nicht klar genug und Themenfelder wie Zero Rating würden nicht, oder nicht ausreichend behandelt. Aufgrund dieses Leaks und der beginnenden Konsultation wurde kurzfristig eine Demonstration in Wien vor der RTR anberaumt zu der „hunderte“ gekommen sind.
Bereits im Vorfeld des Konsultationsverfahrens schlossen sich mehrere in der Netzpolitik tätige Nichtregierungsorganisationen aus den einzelnen EU-Staaten zusammen, um dem Konsultationsprozess möglichst einfach zu gestalten und dabei gleichzeitig eine möglichst hohe Argumentationsvielfalt zu erhalten. Dazu starteten sie die savetheinternet.eu Kampagne. Dieser schlossen sich auch zahlreiche Einzelpersonen der Netzcommunity wie Tim Berners-Lee, Barbara van Schewick und Lawrence Lessig mittels einzelner Aufrufe an. Bis zum 18. Juli 2016 gelangten auf diesen Weg 510.370 individuelle Kommentare zu den Netzneutralitätsguidelines bei BEREC ein, wovon BEREC aber nur rund 480.000 Kommentare erhalten hat.
In den am 30. August 2016 veröffentlichten Umsetzungsrichtlinien von BEREC folgten diese in großen Teilen der Kritik von savetheinternet.eu. So wurde eine Klausel eingefügt, die auf Datenschutz und Meinungsfreiheit verweist, der Begriff des „Spezialdienstes“ konkretisiert und Zero Rating ist zwar weiterhin erlaubt, aber die Datengeschwindigkeit darf nicht höher sein als jene anderer Dienste, lediglich der Datenverbrauch einzelner Dienste darf auch unterschiedlich zu anderen Diensten verrechnet werden.

#### Deutschland
In Deutschland ist Netzneutralität gesetzlich nicht explizit und fest vorgeschrieben, der Begriff ist nicht klar definiert. In § 41a des Telekommunikationsgesetzes (TKG) war die Bundesregierung dazu ermächtigt, eine Rechtsverordnung zu erlassen, die die Grundsätze von diskriminierungsfreier Datenübermittlung und Zugang zu Inhalten und Anwendungen festlegt. Hiermit sollte verhindert werden, dass ein Netzbetreiber einen Dienst willkürlich verschlechtert oder den Datenverkehr ungerechtfertigt behindert oder verlangsamt. Des Weiteren wird die Bundesnetzagentur dazu befähigt, die Mindestanforderungen an die Dienstqualität festzulegen.
Der Paragraph wurde durch Art. 1 des Gesetzes zur Änderung telekommunikationsrechtlicher Regelungen eingefügt. In der ursprünglichen Fassung des Änderungsgesetzes war er noch nicht vorhanden und wurde erst durch die Behandlung im Ausschuss für Wirtschaft und Technologie eingefügt. Das Änderungsgesetz war zunächst am 27. Oktober 2011 im Bundestag beschlossen worden nach Änderungswünschen des Bundesrates und langwierigen Verhandlungen im Vermittlungsausschuss wurde es dann in einer nochmals geänderten Fassung am 9. Februar 2012 gegen Mittag ohne Aussprache beschlossen und trat am 10. Mai 2012 in Kraft.
Die Berichterstattung der Medien hatte sich überwiegend mit der Neuregelung von Kosten für Telefonwarteschlangen bei Hotlines auseinandergesetzt, die von dem Änderungsgesetz ebenfalls vorgenommen wurde.
Die Bundesnetzagentur untersuchte mit einer Messkampagne den gegenwärtigen Zustand der Netzneutralität und bittet dabei seit 22. März 2013 auch um die Mithilfe von Internetnutzern durch die Nutzung einer Software auf einer Website. Ein ähnliches Vorgehen bei der Untersuchung der Geschwindigkeit von Breitbandanschlüssen hatte am 11. April 2013 ergeben, dass die Angaben der Netzbetreiber häufig hinter den tatsächlich erreichten Werten zurücklagen.
Wirtschaftsminister Philipp Rösler gab Mitte Juni 2013 als Reaktion auf die Pläne der Deutschen Telekom, eine Drosselung der Anschlüsse ab einem bestimmten Datenvolumen vorzunehmen, ihre eigenen Dienste sowie die Dienste von Vertragspartnern dabei allerdings auszunehmen, bekannt, er wolle eine Verordnung ins Bundeskabinett einbringen, die die Netzneutralität in Deutschland sicherstellen soll. Nach dieser Verordnung sollen Internetzugangsanbieter Daten unabhängig von ihrer Herkunft durch ihre Netze leiten.
Bereits zuvor wurde aufgrund der Drosselungspläne der Telekom beim Bundestag im April 2013 eine Petition zur Verpflichtung der Internetanbieter zur Netzneutralität gestellt, die eine gesetzliche Verankerung der Netzneutralität forderte. Innerhalb von vier Tagen schlossen sich mehr als 50.000 Unterstützer der Forderung an, insgesamt fand sie 76.530 Unterstützer. Aufgrund dessen befasste sich der Petitionsausschuss des Deutschen Bundestags am 24. Juni 2013 mit dem Anliegen in einer öffentlichen Sitzung. In dieser waren sich sowohl Opposition als auch die Bundesregierung darin einig, die Netzneutralität sichern zu wollen. Zentrale Fragen waren, ob dies in einem Gesetz oder einer Verordnung geklärt werden solle sowie ob der vorliegende Entwurf des BMWi einer Verordnung zu schwammig formuliert sei und Verletzungen der Netzneutralität – wie im Fall der Telekom – verhindern könne.
Das Bundesministerium für Wirtschaft und Technologie veröffentlichte kurze Zeit später einen „Entwurf einer Netzneutralitätsverordnung nach § 41a Abs. 1 TKG“, in dem den Kritikpunkten Rechnung getragen werden sollte.
Durch Art. 1 des Dritten Gesetzes zur Änderung des Telekommunikationsgesetzes wurde im Juli 2017 der § 41a TKG wieder gestrichen, da die Verordnung (EU) 2015/2120 bereits die entsprechenden Regelungen europaweit vorgibt.
Im Koalitionsvertrag der Bundesregierung 2013 wird im Abschnitt Netzneutralität auch die Neutralität von Suchmaschinen gefordert.
Zum 1. August 2016 trat in Deutschland das Gesetz zur Auswahl und zum Anschluss von Telekommunikationsendgeräten in Kraft. Dieses Gesetz leistet einen Beitrag zur Netzneutralität, da Netzbetreiber dank einer Informationspflicht nicht länger ihre Konfiguration durchsetzen können, um Dienste, insbesondere im Wege eines sogenannten Routerzwangs, zu priorisieren oder zu diskriminieren.

#### Niederlande
In den Niederlanden wurde am 23. Juni 2011 Netzneutralität im Mobilfunk gesetzlich vorgeschrieben. Damit wurde es Netzanbietern unter Androhung hoher Geldstrafen verboten, gewisse Dienste wie VoIP in ihren Netzen zu blockieren. Am 8. Mai 2012 beschloss das niederländische Parlament ein Gesetz zur allgemeinen Netzneutralität auch im Festnetz und schuf damit einen Präzedenzfall in der Europäischen Union. Darin wird festgelegt, dass Netzanbieter jeden Datenverkehr in ihren Netzen nicht blockieren oder diskriminieren dürfen. Als Ausnahme von Netzneutralität definiert das Gesetz vier Fälle:
- Datenstaus, wobei gleiche Arten von Datenverkehr gleich behandelt werden müssen
- um eine Rechtsvorschrift oder einen Gerichtsbeschluss umzusetzen
- um die Integrität und Sicherheit des Netzwerkes und der Dienste des betroffenen Anbieters zu erhalten
- um die Übertragung von nichtautorisierter Kommunikation zu einem Endnutzer zu beschränken, vorausgesetzt der Endnutzer hat zuvor seine Zustimmung dazu gegeben

Diese Regelung hat nichts daran geändert, dass einige Mobilfunkanbieter in den Niederlanden den Traffic bestimmter Dienste nicht auf Volumenkontingente anrechnen. So ist zum Beispiel für Kunden des zum KPN-Konzern gehörenden Providers Hi Datenverkehr des Musikdienstes Spotify kostenfrei. Die Aufsichtsbehörde ACM sieht in diesen Tarifpraktiken keine Verletzung der Netzneutralität. Das niederländische Wirtschaftsministerium hat im Mai 2014 eine Konkretisierung der Regelung zur Diskussion gestellt, die solche Dienste-Bündel als Verstoß gegen Netzneutralität klassifizieren soll.

#### Slowenien
Im Dezember 2012 verabschiedete das slowenische Parlament ein Gesetz zum Schutz der Netzneutralität nach niederländischem Vorbild. Bemerkenswert am verabschiedeten Gesetz ist ein darin enthaltenes Verbot für Netzanbieter, ihre Produkte gemeinsam mit Internet-Diensten zu koppeln. Damit begegnet Slowenien der Debatte um Managed Services. Im Unterschied zum niederländischen Gesetz wird eine Einschränkung der Netzneutralität nur noch auf Basis eines Gerichtsbeschlusses ermöglicht; gesetzliche Ausnahmen sind nicht mehr möglich.

### Norwegen
In Norwegen wurde im Jahr 2009 eine Branchenvereinbarung zur Netzneutralität abgeschlossen.

### Schweiz
In der Schweiz hat Nationalrat Balthasar Glättli am 14. Dezember 2012 eine Motion zur gesetzlichen Festschreibung der Netzneutralität eingereicht. Im Februar des Jahres 2013 beantragte der Bundesrat die Ablehnung durch das Parlament. Begründet wurde dies mit der bevorstehenden Teilrevision des Fernmeldegesetzes (FMG), für welchen der Bundesrat auch Vorschläge zum Thema Netzneutralität ankündigte. Mit großer Mehrheit wurde die Motion vom Nationalrat am 17. Juni 2014 angenommen und an den Ständerat überwiesen. Die Motion zur gesetzlichen Festschreibung der Netzneutralität im Fernmeldegesetz wurde am 16. März 2015 im Ständerat abgelehnt. Somit war das Geschäft erledigt.
Von Oktober 2013 bis Oktober 2014 haben verschiedene Interessenvertreter und Fachleute an der Erarbeitung eines Berichts zur Netzneutralität unter Leitung des Bundesamtes für Kommunikation teilgenommen. Die großen Internet-Provider, wie Swisscom, UPC Schweiz und Sunrise Communications haben sich mit Nachdruck gegen eine gesetzliche Festschreibung der Netzneutralität gewehrt. Konsumentenorganisationen, zivilgesellschaftliche Gruppen, aber auch das Schweizer Fernsehen haben sich dahingegen für eine Verankerung der Netzneutralität im Fernmeldegesetz eingesetzt.
Am 7. November 2014 sind die großen Internet-Provider mit einem Verhaltenskodex vorgeprescht. Darin versprechen sie «Klarheit beim Thema Netzneutralität» zu schaffen, gemeinsam «für ein offenes Internet» einzustehen und gründen zudem eine Schlichtungsstelle. Gleichentags wurde der Verhaltenskodex von der Digitalen Gesellschaft Schweiz, der Stiftung für Konsumentenschutz und Nationalrat Balthasar Glättli scharf kritisiert.
Am 6. September 2017 hat der Bundesrat die Botschaft zur Teilrevision des Fernmeldegesetzes (FMG) verabschiedet. Im entsprechenden Gesetzesentwurf werden den Fernmeldedienstanbieterinnen einzig Transparenzpflichten in Bezug auf die Bearbeitung der von ihnen übermittelten Informationen (Netzneutralität) und die Qualität ihrer Dienste auferlegt. Die Netzneutralität wird aber nicht weiter festgeschrieben. Daraufhin hat insbesondere die Digitale Gesellschaft Schweiz zuhanden der zuständigen Kommission einen eigenen Gesetzesentwurf mit umfassenderen Pflichten ausgearbeitet. Im Rahmen der parlamentarischen Beratungen wurden in der Folge gegen den Willen der Regierung Verhaltenspflichten vorgesehen, die denjenigen der Europäischen Union sehr nahe kommen. Diese Gesetzesänderung wurde Ende März 2019 vom Parlament  beschlossen. Sie sieht neben dem Netzneutralitäts-Grundsatz eine Ausnahme-Bestimmung für sogenannte Spezialdienste vor. Daneben fanden auch die Verhaltenspflichten noch Eingang in die endgültige Fassung des Fernmeldegesetzes.
Seit 2021 ist die Netzneutralität in Artikel 12e des Fernmeldegesetzes (FMG) geregelt. Nach der Umsetzung wurden nicht netzneutrale Dienstleistungen in der Schweiz eingestellt.

### USA
Die US-Aufsichtsbehörde für Telekommunikation Federal Communications Commission hat am 26. Februar 2015 neue Regeln zur Netzneutralität beschlossen. Diese Regeln werden 60 Tage nach Veröffentlichung im Federal Register in Kraft treten, vor einer Veröffentlichung müssen in dem abschließenden Text noch die abweichenden Voten von zwei Commissioners aufgenommen und kommentiert werden. Wesentliche Bestimmungen des von der FCC mit drei zu zwei Stimmen gefassten Beschlusses:
- Keine Websperren für rechtmäßige Inhalte, Anwendungen, Dienste oder unschädliche Geräte.
- Keine Tempobremsen (Throttling) für „legalen Internetverkehr“ auf Basis rechtmäßiger Inhalte, Anwendungen, Dienste oder unschädlicher Geräte.
- Keine Bevorzugung legalen Internetverkehrs gegenüber anderem legalen Internetverkehr im Austausch gegen Zuwendungen jeglicher Art. Auch eigene Inhalte und Dienste dürfen die Breitbandanbieter nicht bevorzugen.
- Untersagung gegenüber Breitband-Internetserviceprovidern von „unvernünftigen“ (unreasonable) Eingriffen oder Benachteiligungen in die Auswahl und die Nutzung legaler Inhalte, Anwendungen, Dienste oder Geräte durch Verbraucher
- Keine Benachteiligung von legalen Angeboten von Inhalten, Anwendungen, Diensten und Geräten anderer Provider in unvernünftiger Weise

Netzneutralitätsregeln verhinderten in den USA seit ihrer Einführung, dass Kabelgesellschaften als Internetzugangsanbieter Streamingfernsehen in dessen Kindheitstagen bekämpfen konnten. Sie führten zu geringeren Preisen und besserem Fernsehen. So wurden etwa Netflix und Amazon für hunderte von Emmys und Golden Globe Awards nominiert. Außerdem wurde durch Netzneutralitätsregeln das amerikanische Fernsehen revitalisiert und Amerikas unumstrittene globale Führungsposition infolge von Wellen erfolgreicher Internet-Start-Up-Unternehmen wiederhergestellt. Netzneutralität gehört zu der effektivsten Wirtschaftspolitik des 21. Jahrhunderts, so der amerikanische Jurist und Programmierer Tim Wu, der den Begriff der Netzneutralität prägte.
Die Publikation The West Side Story sprach sich gegen die Aufhebung der Netzneutralität aus, denn diese sei für die Bewahrung einheitlicher Wettbewerbsbedingungen entscheidend. Ein Verlust der Netzneutralität würde bedeuten, dass große Telefongesellschaften wie Verizon, Comcast, und AT&T Gebühren von Firmen wie Netflix und YouTube verlangen können, die darauf angewiesen sind, dass ihre Kunden Videos via Streaming ohne Interferenz erhalten. Eine Aufhebung der Netzneutralität bedeutet zudem eine Einschränkung von Wettbewerb und Konsumentenauswahl während gleichzeitig die Preise steigen. Und ohne Netzneutralität würden etablierte Firmen kleine Start-up-Unternehmen dominieren, die für die in den ersten Dekaden des Internets gesehene Innovation verantwortlich waren.
Der ehemalige Vorsitzende der Federal Communications Commission Tom Wheeler und die US-Senatoren Ron Wyden und Al Franken von der Demokratischen Partei sprachen sich in einem Meinungsbeitrag für die Washington Post am 26. April 2017 gegen die Aufhebung der Netzneutralität aus. „Netzneutralität bedeutet, dass Kabelnetzbetreiber nicht die schnellsten Internetgeschwindigkeiten für die größten Firmen reservieren können und jeder andere auf der Schleichspur bleibt. Es stellt sicher, dass die Webseite eines lokalen Pizzaladens im ländlichen Oregon oder Minnesota so schnell lädt wie die Webseite für Pizza Hut oder Domino's. Oder weshalb ein in einer Garage gebautes soziales Netzwerk für dieselben Leute genauso verfügbar ist wie Instagram oder Twitter.“ Die Senatoren und Wheeler argumentierten weiter, dass Netzneutralität gut für Konsumenten, Kleinbetriebe und das ländliche Amerika sei. Zudem schaffe Netzneutralität Arbeitsplätze, insbesondere in Kleinbetrieben. Netzneutralität bedeutet auch, dass Kleinbetriebe im Wettbewerb gegenüber den größten, profitabelsten Firmen (be-)stehen können. So konnte etwa YouTube gegenüber Google bestehen, denn Internetdienstanbieter behandelten die Inhalte der Videoplattform genau so wie die von Google und es konnte kein unfairer Vorteil durch Bezahlung von Gebühren an Internetdienstanbieter entstehen. „Kleine und mittlere Unternehmen sollten nicht massive Mischkonzerne überbieten müssen, um ihre Produkte vor die Augen der Konsumenten zu bekommen. Wenn die Netzneutralität ausgeweidet wird, werden nur die größten Mischkonzerne fähig sein, für die schnellsten Internetgeschwindigkeit zu bezahlen.“ Denn „Zugang zu Hochgeschwindigkeitsinternet in ländlichen Gegenden unterstützt natürlich nicht nur Arbeitsplätze und Unternehmen, sondern betrifft auch solche Sachen wie Bildung und Gesundheitswesen.“
Mit der Amtsübernahme von Donald Trump 2017 wurde die Webseite des Weißen Hauses zur Netzneutralität gelöscht; der neue FCC-Vorsitzende Ajit Pai gilt als vehementer Gegner der Netzneutralität. Ajit Pai kündigte in einer Rede am 26. Februar 2017 an, die Netzneutralität in den USA aufweichen und gegebenenfalls abschaffen zu wollen. Er wolle einen „Fehler revidieren“ und ein „freies und offenes Internet“ fördern. Der Fehler bezieht sich darauf, dass Internetprovider gemäß Title II des Communications Act im Jahr 2015 als Versorgungseinrichtung klassifiziert wurden. Dadurch bekam die FCC das Recht, den Providern bestimmte Regeln aufzuerlegen, sie also zu regulieren und ihnen bestimmte Geschäftspraktiken zu untersagen. Pai will als FCC-Vorsitzender die rechtliche Grundlage für die Netzneutralität in den USA aufheben, indem er die Einstufung von Internetdiensten als Telekommunikationsdienste statt Informationsdienste („Title II“ des Communications Act) aus dem Jahr 2015 rückgängig macht.
Vor der Abstimmung, die für den 14. Dezember 2017 angesetzt wurde, gingen bei der FCC mehr als 23 Millionen Eingaben von Bürgern ein, obwohl das System der FCC für Online-Kommentare oft ausfiel. Am 11. Dezember 2017 wandten sich deshalb 21 Internet-Pioniere und -Unternehmer in einem offenen Brief an den amerikanischen Kongress und forderten, das Vorhaben, die Netzneutralität abzuschaffen, aufzugeben. Sie führten aus, die Behörde habe sich mit ihrer 43-seitigen Stellungnahme vom 17. Juli 2017, die von 200 weiteren Internet-Pionieren und Technikern unterstützt worden war, nicht auseinandergesetzt, sondern im Gegenteil die zu beschließende Anordnung sogar auf genau diejenigen technischen Verständnislücken und Denkfehler gestützt, die in dem Gutachten beschrieben worden waren.
Die FCC sprach sich in der Abstimmung vom 14. Dezember 2017 mit 3:2 Stimmen gegen die Netzneutralität aus.

## Netzneutralität und IP-Zusammenschaltung
In Auseinandersetzungen zwischen Endkunden-Providern und Inhalteanbietern (beziehungsweise deren Providern) waren zuletzt Konditionen für die Übergabe von Daten zwischen deren Autonomen Systemen ein Streitthema. Von der bisherigen Debatte zu Netzneutralität unterscheidet sich IP-Zusammenschaltung vor allem dadurch, dass es hier um einen anderen Abschnitt im Netz geht. Streitpunkt ist nicht die Behandlung von Datenpaketen innerhalb des Autonomen Systems eines Endkundenproviders, sondern die Art und die Konditionen der Übergabe von Daten in dieses System.

### Vereinigte Staaten (USA)
Ein bekannter Fall ist der Streit zwischen dem Online-Videoanbieter Netflix und dem US-Endkundenprovider Comcast über die Bedingungen und die Qualität der Datenübergabe.
Der Kern dieser Auseinandersetzung: Comcast-Kunden rufen zu bestimmten Zeiten mehr Netflix-Inhalte ab als zuvor. Da die Videos gestreamt werden, machen sich Paketverluste und Verzögerungen schnell als Bildstörungen bemerkbar. Diese Probleme lassen sich beheben, indem man die Qualität der Zusammenschaltung der Autonomen Systeme von Netflix (beziehungsweise dessen Auslieferungsprovidern) und Comcast ändert, etwa Übergabepunkte näher an den Endkunden einrichtet und den möglichen Datendurchsatz an den Übergabepunkten erhöht. Strittig war zwischen Comcast und Netflix, wer welche Gegenleistung für diese Neukonfiguration bringen muss.
Die US-Telekom-Aufsichtsbehörde FCC griff die Auseinandersetzungen um IP-Zusammenschaltung (engl. interconnection) in seinen 2015 veröffentlichten Regeln zur Netzneutralität auf. Die FCC regulierte IP-Zusammenschaltung nicht mit expliziten Vorschriften, teilte aber mit, sie werde Beschwerden annehmen und über Streitfälle urteilen, wenn Endkunden Verschlechterungen der Zugangsqualität wegen wirtschaftlicher Auseinandersetzungen um Interconnection-Konditionen hinnehmen mussten. Allerdings, so die FCC, wisse man derzeit (2015) zu wenig, um beurteilen zu können, was die Ursache und wer der Schuldige für diese Probleme gewesen ist:

“First, the nature of Internet traffic, driven by massive consumption of video, has challenged traditional arrangements – placing more emphasis on the use of CDNs or even direct connections between content providers (like Netflix or Google) and last-mile broadband providers. Second, it is clear that consumers have been subject to degradation resulting from commercial disagreements, perhaps most notably in a series of disputes between Netflix and large last mile broadband providers. But, third, the causes of past disruption and – just as importantly – the potential for future degradation through interconnection disputes – are reflected in very different narratives in the record. While we have more than a decade’s worth of experience with last-mile practices, we lack a similar depth of background in the Internet traffic exchange context. Thus, we find that the best approach is to watch, learn, and act as required, but not intervene now, especially not with prescriptive rules. This Order – for the first time – provides authority to consider claims involving interconnection, a process that is sure to bring greater understanding to the Commission.”

Forscher aus den USA und Italien haben Messverfahren entwickelt und erprobt, um unabhängig von Aussagen der Streitparteien die tatsächlichen Veränderungen in der IP-Zusammenschaltung messen zu können.
Während der achtjährigen Regierungszeit von US-Präsident Obama hat die FCC einen Kurs strikter Netzneutralität praktiziert. Der von der Regierung Trump ernannte neue FCC-Vorsitzende Ajit Pai will den Betreibern von Telekomnetzen weniger Vorgaben machen. Die Demokraten der Regierung Biden planen, die vorherigen Regelungen wieder herzustellen.

### Schweiz
In einer ähnlichen Auseinandersetzung um die Interconnection-Konditionen muss in der Schweiz das Bundesgericht entscheiden. In dem seit 2012 laufenden Fall geht es darum, dass der Endkunden-Provider Swisscom von dem Unternehmen Init7 – Ebenfalls ein Endkunden-Provider – andere Gegenleistungen für die Datenübergabe ins Swisscom-Netz verlangte. Init7 beantragte vor Gericht und beim zuständigen Regulierer Bakom, die Swisscom zur Wiederherstellung des Peerings zu verpflichten. Nach einer Zwischenverfügung des Regulierers stellte Swisscom das Peering wieder her, das Bundesverwaltungsgericht bestätigte diese Verfügung.